# La Boutique (film, 1967)
Pour les articles homonymes, voir Boutique.
Pour plus de détails, voir Fiche technique et Distribution.
La Boutique (Las pirañas) est un film hispano-argentin réalisé par Luis García Berlanga, sorti en 1967.

## Fiche technique
- Titre original : Las pirañas
- Titre français : La Boutique
- Réalisation : Luis García Berlanga
- Scénario : Luis García Berlanga et Rafael Azcona
- Photographie : Américo Hoss (en)
- Musique : Astor Piazzolla
- Pays de production : Espagne - Argentine
- Format : 1,37:1
- Genre : comédie dramatique
- Durée : 98 minutes
- Date de sortie : 1967

## Distribution
- Sonia Bruno (en) : Carmen
- Rodolfo Bebán (en) : Ricardo
- Ana María Campoy (en) : Luisa Fuentes
- Osvaldo Miranda : Jose Martinez
- Marilina Ross (en) : Piti
- Juan Carlos Altavista (en) : Mariano
- Javier Portales (en) : Rafael Gardel
- Lautaro Murúa : Carlos
- Darío Vittori (en)
- Juan Carlos Calabró
- Alfonso Estela (es)
- Mario Savino (es)
- Perla Caron (es)
- Linda Peretz (es)